# 王百川居宅旧址
王百川居宅旧址，位于中国吉林省吉林市船营区德胜街47号，为一个省级文物保护单位，类型为近现代史迹及代表性建筑，公布时间为1999年2月26日。该文物保护单位由吉林市文物管理处管理。
王百川居宅旧址的历史年代为民国时期。